# Meglio baciare un cobra
Meglio baciare un cobra è un film del 1986, diretto da Massimo Pirri.

## Trama
Sahara Occidentale, 1936: Un avventuriero americano, Phil Stone, dedito al trafugamento di sepolcri antichi e al contrabbando di preziosi rubati con la complicità di Ben Asha, comandante di una comunità di Tuareg, convive con la sua fidanzata, Maria, alla quale promette di lasciare per sempre il deserto e partire per gli Stati Uniti. Al fine di procurarsi denaro per la partenza, ruba un anello prezioso ma viene arrestato durante un pericoloso gioco con i cobra dove scommette il materiale trafugato. Condotto in un campo di prigionia, scopre che a tradirlo è stata proprio Maria che, innamorata di lui, desidera che abbandoni una volta per tutte quel suo stile di vita. In cambio della libertà, Phil accetta la proposta del direttore del carcere, Fontaine, di cercare il tesoro di Cleopatra, avendo come prova della sua esistenza un sigillo appartenuto a un detenuto ucciso durante un tentativo di fuga. Intanto Phil stringe amicizia con un altro detenuto, Manuel, disposto ad aiutarlo, ma si scontra sin da subito con il sergente Kemal, convinto che Phil sia una spia di Fontaine.
In una delle sue perlustrazioni, Phil capita in un luogo sotterraneo dove vivono altri prigionieri e, aggredito da questi, scopre una profonda pozza d'acqua che conduce all'esterno del campo. In seguito gli viene concessa da Fontaine la possibilità di lasciare il campo a bordo di una jeep per una missione che lo stesso Phil deve compiere in 12 ore, altrimenti avrà effetto il veleno che Fontaine gli ha somministrato nel bicchiere d'alcool, la sera precedente. Phil approfitta del viaggio per fare visita a Ben Asha e ottenere informazioni sul tesoro, mentre Kemal tortura invano Manuel per sapere dov'è diretto il suo amico. Tornato al campo per ricevere l'antidoto, Phil viene a sapere da Fontaine che Ben Asha ha fatto consegnare in carcere una cassa a lui indirizzata.
Nel campo è in atto lo sgombero dei prigionieri, mentre Phil e Manuel aspettano il momento giusto per fuggire che arriva quando il sergente Kemal è attirato nella stanza di Fontaine, deceduto all'improvviso per una crisi respiratoria. Phil e Manuel scendono nel passaggio sotterraneo del campo trascinando con sé la cassa e si calano nella sorgente d'acqua prelevando dalla cassa le bombole d'ossigeno che servono per immergersi. Una volta emersi, attraversano i cunicoli che li conducono nell'antro dov'è sepolto il tesoro di Cleopatra e da lì prendono uno scrigno. Raggiunto da Kemal, Phil sta per arrendersi, quando Manuel cattura un cobra e lo lancia addosso a Kemal che rimane mortalmente ferito. Phil apre finalmente lo scrigno e ne tira fuori una pergamena dell'anno 1200, ma sopraggiunge Ben Asha con l'esercito di Tuareg e a Phil non rimane che consegnare a lui la pergamena e tenersi lo scrigno.
Phil, Manuel e Maria si imbarcano su un peschereccio con lo scrigno che è esso stesso il tesoro.

## Produzione
Il film, al pari di altre pellicole italiane del medesimo periodo, è stato girato avendo come modello successi americani come I predatori dell'arca perduta e All'inseguimento della pietra verde.
Come produttore esecutivo è accreditato Mario Siciliano, che con la sua casa di produzione Metheus ha prodotto e anche diretto decine di pellicole tra i più svariati generi e sottogeneri del cinema italiano prima di approdare al genere porno negli anni ottanta.
Secondo quanto riportato dalla relativa scheda del Dizionario dei film italiani Stracult, l'attrice Milly D'Abbraccio ha dichiarato che, a causa delle ristrettezze economiche del budget, la troupe è stata abbandonata in Marocco.